# Medosavka chathamská
Medosavka chathamská (Anthornis melanocephala) je vyhynulý druh medosavky z rodu Anthornis z čeledi kystráčkovitých. Byla endemitem Chathamských ostrovů. Naposledy byla spatřena v roce 1906. 

## Systematika
První exemplář pořídil německý přírodovědec Ernst Dieffenbach v květnu až červenci 1840 během desetitýdenního pobytu na Chathamských ostrovech. Druh formálně popsal anglický zoolog George Robert Gray v roce 1843.

## Popis a ekologie
Podobala se medosavce novozélandské (Anthornis melanura), oproti které byla podstatně větší, měla delší nohy a celou hlavu a krk měla černě zbarvené. Peří samce bylo olivově zelené, břicho a boky světle zelené, zobák byl černý. Velikost medosavky chathamské byla 25 cm, délka křídel 11 cm, délka ocasu 11 cm, délka zobáku 1,7 cm. Samička byla menší. Její zpěv byl bohatý a plný jako u medosavky novozélandské. Živila se hmyzem, jahodami a medem. Stavěla si značně rozměrné hnízdo, podstatně větší než hnízdo medosavky novozélandské. Samice kladla tři vejce.

## Vyhubení
Medosavka chathamská byla původně široce rozšířena napříč Chathamskými ostrovy. V roce 1885 byl zaznamenán pokles její početnosti, i když ještě v 90. letech 19. století byla považována za hojnou. K roku 1893 se už vyskytovala pouze na ostrově Mangere, tzn. z ostrova Chatham a Pittova ostrova již vymizela. Medosavka chathamská byla naposledy spatřena v roce 1906 na ostrově Little Mangere. V roce 1907 bylo navrženo, aby medosavka chathamská byla introdukována na ostrov Kapiti, nicméně tento návrh již přišel po jejím vymření.
Medosavka chathamská s největší pravděpodobností podlehla predátorům, kteří byli na Chathamské ostrovy introdukováni. Jednalo se hlavně o kočky a částečně i krysy obecné a ostrovní. Svůj podíl však měli i evropští lovci, kteří chytali živé exempláře do muzejních sbírek. V roce 1938 novozélandský ornitolog Charles Fleming vedl na Little Mangere expedici, která doufala, že by medosavka chathamská mohla přežít na pobřežních skaliskách, kde se savčí predátoři nemohli dostat. Expedici se již nepodařilo najít jedinou medosavku.